# Museo Nacional de Teatro
El Museo Nacional del Teatro és una institució espanyola dedicada a la promoció i salvaguarda del teatre espanyol, que forma part de la xarxa de Museus Nacionals, i que està localitzat en la localitat castellà-manxega d'Almagro (Ciudad Real). La nova seu va ser inaugurada el 4 de febrer de 2004 pels reis d'Espanya.
En l'actualitat la seva gestió està transferida a l'Institut Nacional de les Arts Escèniques i de la Música (INAEM), dependent del Ministeri de Cultura i Esport.

## Antecedents a la seva situació actual
El novembre de 1919, el ministre d'Instrucció Pública i Belles Arts, José del Prado Palacio, creà el Museo-Archivo Teatral, encarregant-ne la direcció a Luis París, director del Teatro Real de Madrid, habilitant dos salons en la planta noble d'aquest teatre l'any 1924, quan amb prou feines restaven dues per a tancar-ho. Es va exhibir part de l'Arxiu teatral, que amb dificultat havia anat formant-se des de 1850.
Després de la Guerra Civil Espanyola i a causa del deteriorament que va sofrir el Teatro Real, les col·leccions es van instal·lar amb caràcter provisional al carrer Ruíz d'Alarcón de Madrid. Al llarg dels anys, els fons van ser dipositats en diferents seus, fins a la seva ubicació definitiva a Almagro. Així, el 1951 van ser traslladats als baixos del Museu Romàntic, el 1972 a l'antic Hospital General (avui Museu Nacional Centre d'Art Reina Sofia) i el 1987 a l'antic Museu Nacional d'Art Contemporani, en la Ciutat Universitària de Madrid.
El 1968 el Museu va ser integrat en el Pla Nacional de Museus. El 1980, a conseqüència de la reorganització parcial del Ministeri de Cultura d'Espanya, aquest Museu va quedar adscrit a la Direcció General de Música i Teatre.
El 1990, a proposta del llavors Director General de Belles arts, Jaime Brihuega, d'acord amb el Director General de l'INAEM, Adolfo Marsillach, s'autoritza el trasllat urgent de les col·leccions del Museu, des dels magatzems del MEAC a una seu provisional a Almagro, decisió presa en considerar que aquesta població és seu del Festival Internacional de Teatre Clàssic i trobar-s'hi el Corral de comedias de Almagro.
A partir d'aquest moment les seves col·leccions es van anar incrementant de manera notable: el 1991, rep tots els fons de escenografias i figurines de la col·lecció dels antics Teatres Nacionals, dipositada al Centro de Documentación Teatral i donacions de José Tamayo, Núria Espert, Familia Burmann, Familia Victorina Durán, hereus de José Luis Alonso, Carlos Cytrynowski, Gregorio Martínez Sierra-Catalina Bárcena; així com obres en dipòsit del Museu del Prado i de la cofradía de comediantes de la Virgen de la Novena.
Recentment el INAEM ha adquirit en subhasta pública importants obres de pintura, dibuixs, gravats i esbóss de escenografias i figurines que han incrementat notablement els seus fons. En aquest sentit hem de ressenyar els importants lots procedents dels béns subhastats del ballarí i coreògraf Antonio Ruiz Soler, Antonio, esbossos d'escenografies per al Teatre Real, retrats de l'actor Julián Romea, signat per Antonio María Esquivel i el de María Guerrero, d'Anselmo Miguel Nieto, entre altres obres.
Donada la gran quantitat i riquesa dels fons, l'edifici aviat va resultar insuficient, per la qual cosa el 1994, l'Ajuntament d'Almagro acorda la cessió dels Palaus dels Mestres de Calatrava al Ministeri de Cultura perquè, després d'una rehabilitació, es destinés a Museu Nacional del Teatre.

## Els Palaus dels Mestres de Calatrava com a seu

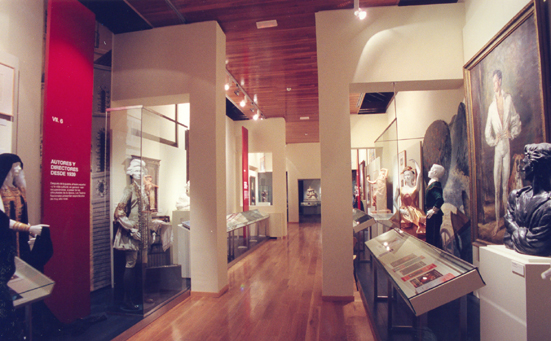
Sala del Museo Nacional del Teatro, 2007

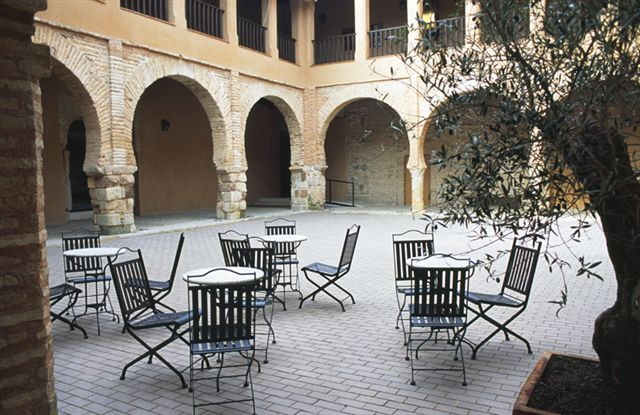
Detall del Claustre de l'actual sede del Museu

Els Palaus dels Mestres de Calatrava, situats al nord de la Plaça Major d'Almagro, van ser construïts a mitjan edat mitjana com a residència dels frares llecs i cavallers de l'Orde de Calatrava i seu del Gran Mestre. En el segle XVI va passar a ser la residència del governador d'Almagro i en el XVIII va ser caserna de Cavalleria, moment en què va sofrir un incendi, quedant només el pati i algunes dependències.
En 1802 els frares calatravos van abandonar el seu castell-convent de Calatrava la Nueva i part dels palaus va quedar convertida en el nou convent prioral de l'Orde fins que en 1816 els frares es van traslladar, de nou, al convent de l'Asunción. L'edifici va passar a mans particulars amb la desamortització i va ser desmantellat; avui, després d'albergar diverses dependències comercials, ha estat rehabilitat per a seu del Museo Nacional del Teatro.
A l'origen els Palaus Mestrals van ser erigits com a resultat d'un complex conjunt d'edificis originats per les múltiples funcions que tenia: residència conventual, seu política i centre administratiu del maestrazgo de Calatrava.
De la seva traça original es conserva la seva gran torrassa a la cantonada, construït en maçoneria encintada, i el seu magnífic pati central arquejat, amb arcs de ferradura, realitzats en maó i emmarcats amb un alfiz i recolzats sobre els seus primitius suports en forma de petites columnes, en la colla nord, i de pilars quadres de pedra, en les colles est i oest. En una de les seves galeries es conserven les sabates i un alfarje policrom amb heràldica del segle xv.

### L'edifici actual
Les obres de rehabilitació dels Palaus Mestrals, a càrrec de l'arquitecte Horacio Fernández del Castillo, per a seu del Museu Nacional del Teatre suposen la finalització del procés de recuperació d'un edifici i un lloc de gran rellevància històrica en La Manxa i la ciutat d'Almagro.
El nou Museu ocupa una superfície de 2.213,68 m², en tres altures, distribuïts en sales d'exposició en les tres plantes, biblioteca, magatzems en soterrani i entreplanta, oficines en planta superior i torrassa i, finalment, claustre mudèjar per a la realització d'exposicions temporals, recitals poètics com "Almagro íntimo" coordinat per Nieves Fernández Rodríguez, teatre escolar i altres actes culturals.
Com a complement a la seva programació habitual, el Museu, gràcies a les cessions de l'Ajuntament d'Almagro, utilitzarà la veïna Església de San Agustín com a espai expositiu i l'antiga sitja com a magatzem.

## Fons

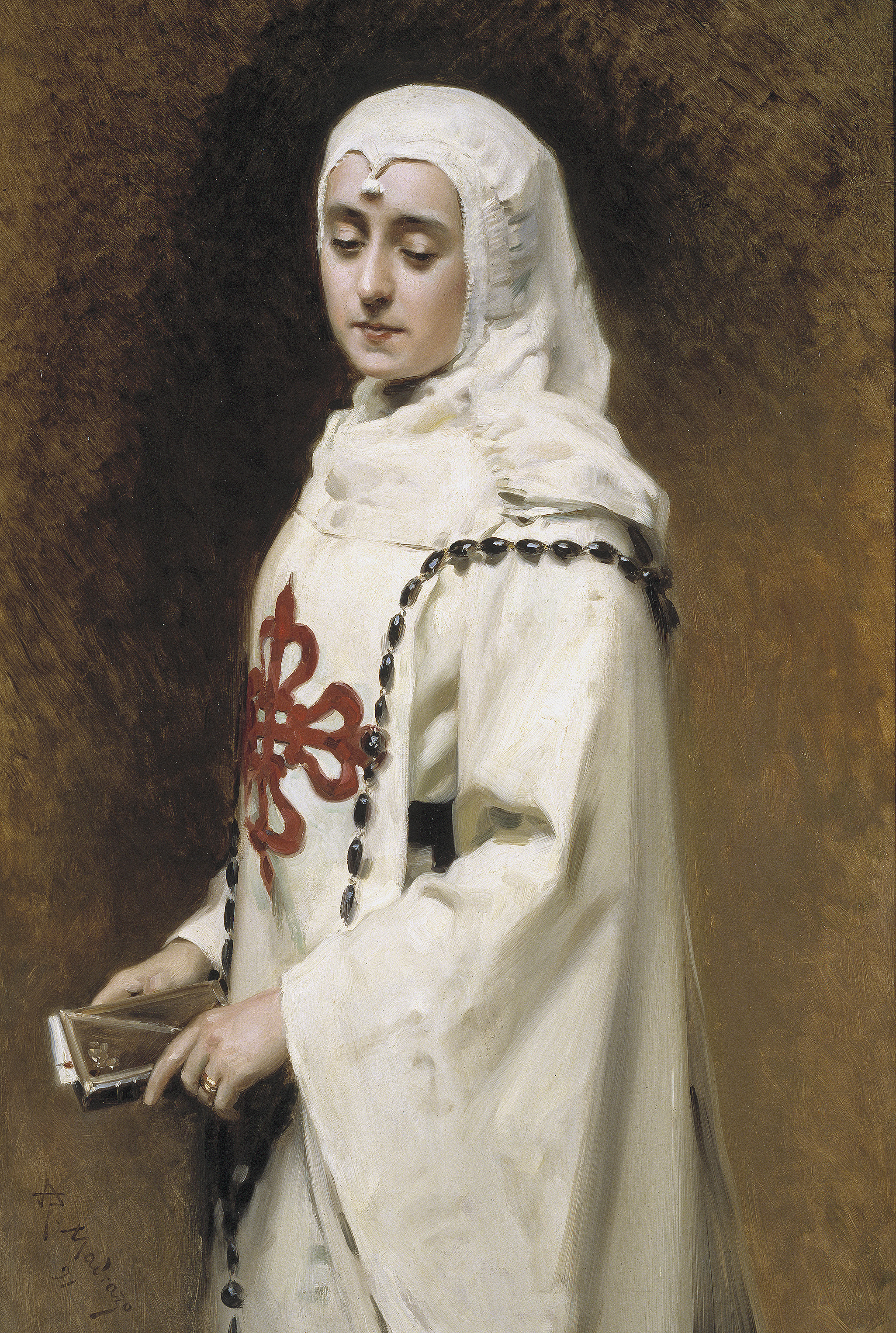
Raimundo de Madrazo. Retrat de María Guerrero en Doña Inés (1891).

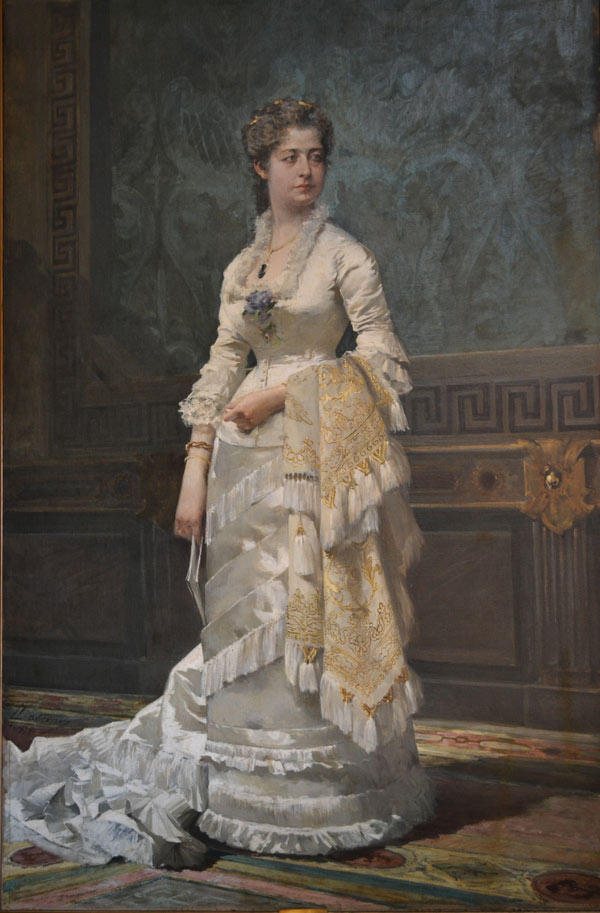
Maria Tubau retratada per Luis Taberner y Montalvo

Les seves col·leccions són un valuós material per al coneixement de les arts escèniques i dels artistes i creadors que han poblat els escenaris espanyols.
Destaquen les més de 8.000 obres sobre paper: escenografias, figurins, dibuixs i estampas. Completen la riquesa museística les col·leccions de pintura, escultura i fotografia (més de 25.000 instantànies des de 1870), vestits (més de 2.000 des de finalitats del segle xviii), maquetes, teatrins, arxiu musical, documents administratius i programes de temporada de diferents teatres espanyols.

## Exposició permanent
El discurs expositiu de les sales permanents del Museu consisteix en un recorregut històric que s'inicia amb el teatre greco-romà i transcorre pel teatre medieval amb especial interès en el Misteri d'Elx i La Celestina, per a continuar amb el teatre dels segles d'Or, els corrals de comèdies, l'activitat escènica del segle xviii, el Romanticisme i Don Juan Tenorio com a exponents de l'activitat escènica del segle xix, les avantguardes del segle XX i el teatre d'Art, l'òpera, la sarsuela, la dansa i el gènere frívol, per a finalitzar amb la creació dels Teatres Nacionals i els Festivals d'Espanya.
Per tant, l'exposició permanent es fa sobre dos conceptes, un cronològic i un altre temàtic, amb el següent recorregut:
- Planta baixa: Salas I i II : Del teatre greco-romà al teatre dels Segles d'Or.
- Entreplanta: Salas III i IV: Teatre en els segles xviii i xix.
- Planta Superior: Salas V a VIII: Teatre Popular. Teatre d'Art. Les Avantguardes. L'Òpera. La Zarzuela. Gènere Frívol. La Dansa. Teatre fins a 1939. Teatre des de 1940. Festivals d'Espanya. El Teatre de Marionetes.
- Claustre superior: La Màgia del Teatre: maquinària i artefactes escènics.
- Claustre inferior: Activitats Teatrals.